# Котелянський Борис Осипович

Борис Котелянський

Бори́с О́сипович Котеля́нський (30 травня 1860, Кам'янець-Подільський — 1892, Єкатеринбург) — лікар, журналіст, громадський діяч. Став прообразом головного героя повісті «Жид» Дмитра Маміна-Сибіряка.

## Біографічні відомості
Молодший брат письменника Льва Котелянського (від другого шлюбу батька).
Освіту здобув у Петербурзі в гімназії благодійного Людинолюбного товариства. Навчався в Києві на лікаря, іспити склав у Казанському університеті. Отримавши диплом, влаштувався працювати за фахом у лікарню для душевнохворих.
Від 1885 року жив і працював в Єкатеринбурзі. Спочатку вів приватну практику, одночасно вдосконалюючи свої знання в галузі гінекології та акушерства. Від 1890 року — помічник завідувача Єкатеринбурзького пологового будинку.
Був секретарем Уральського медичного товариства. Кореспондент газети «Екатеринбургская неделя».
Прототип лікаря Б. І. Левензона в повісті Дмитра Маміна-Сибіряка «Жид».
Помер від епідемічного висипного тифу, заразившись від хворого під час епідемії.